# Латур, Жорж де
Жорж Дюмени́ль де Лату́р, также Ла Тур или Ла-Тур (фр. Georges de La Tour; 13 марта 1593[…], Вик-сюр-Сей — 30 января 1652[…], Люневиль) — провинциальный живописец позднего французского Ренессанса лотарингской школы оригинального индивидуального стиля. Караваджист. Писал в основном религиозные картины с оригинальными эффектами светотени при свете свечи. В XVIII—XIX веках его имя было предано забвению. Открыт заново в начале XX века.

## Биография
Жорж Дюмениль де Латур родился 13 марта 1593 года в местечке Вик-сюр-Сей в семье булочника Жана де ла Тура Буланжье и Сибиллы Молиан, также из рода пекарей (существует версия о её дворянском происхождении). Жорж был вторым ребёнком в семье из семи детей, жил близ Люневиля до самой своей смерти.
О его обучении нет достоверных сведений. Возможно, он встречал голландских мастеров утрехтского караваджизма — Хендрика Тербрюггена (1588—1629) или Геррита ван Хонтхорста (1590—1656) во время поездки в Утрехт в 1616 году. Высказывалось предположение, что он отправился в Рим, где открыл для себя произведения Караваджо, но документальных подтверждений этому не существует, и, вероятно он находился под влиянием Караваджо посредством знакомства с голландскими последователями выдающегося итальянца. «Благовещение» Караваджо, написанное по заказу герцога Лотарингского Генриха II, находилось в Нанси, и Латур, несомненно, знал эту картину. Таким образом, Жорж де Латур был одним из редких французских художников того времени, не предпринявших классическое путешествие в Италию.
2 июля 1617 года художник женился на Диане Ле Нерф, представительнице дворянского рода из Люневиля, части независимого герцогства Лотарингия, которое было оккупировано Францией в период 1641—1648 годов. Он писал в основном религиозные и бытовые сцены. Ла Тур начал блестящую карьеру во времена правления герцога Лотарингского Генриха II, поклонника живописи Караваджо и женатого на итальянской принцессе Маргарите де Гонзага, племяннице королевы-матери Франции. Он поселился в 1619 году во дворе замка Люневиль. В 1620 году он даже был принят как «буржуа» города, наделённый герцогом грамотами, которые давали ему привилегии, предоставленные членам дворянства, и основал собственную мастерскую.

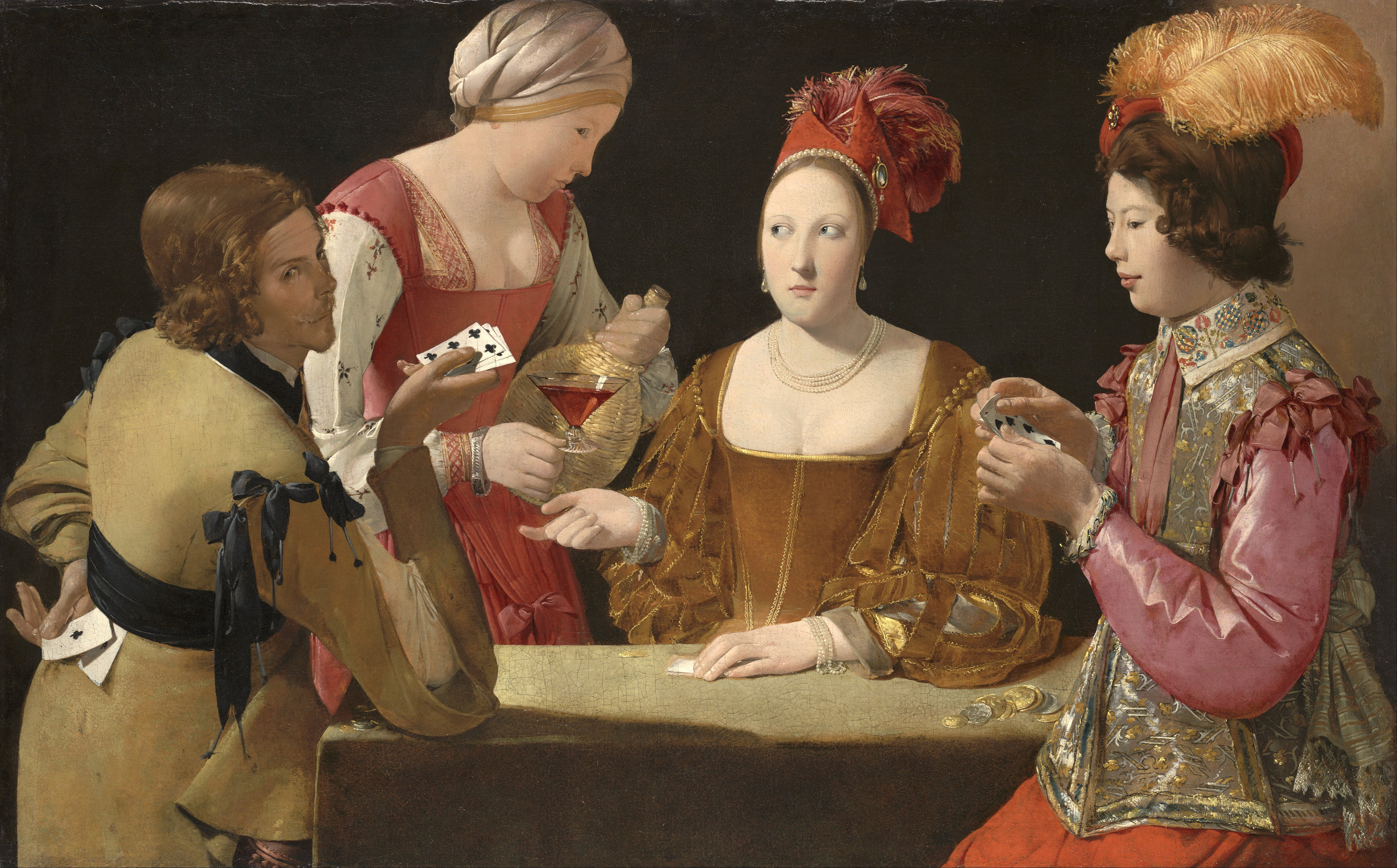
Шулер с тузом треф. 1630–1634. Холст, масло. Художественный музей Кимбелла, Техас, США

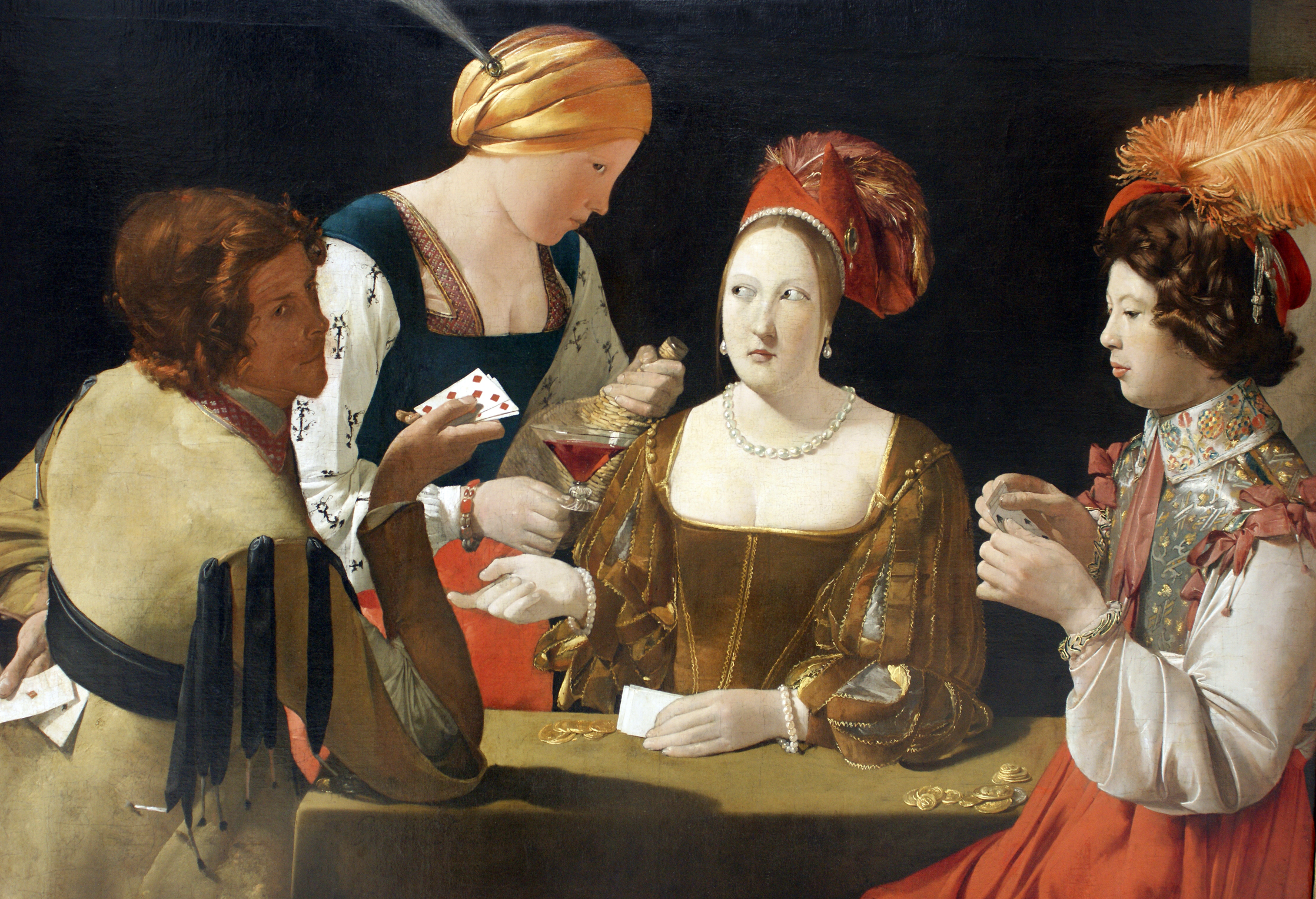
Шулер с бубновым тузом. 1633—1639. Холст, масло. Лувр, Париж

Но с 1633 года Лотарингия, до этого процветающая и благополучная, погрузилась в ужасы Тридцатилетней войны. Герцогство было оккупировано Францией и стало одним из полей сражений в Европе. В 1635 году шведские войска разорили регион, сея смерть и запустение. Люневиль, где проживал Ла Тур, был сожжён в сентябре 1638 года, и художник был вынужден бежать из города, чтобы укрыться со своей семьей в Нанси, где мы находим его след от 8 февраля 16397 года.
Король Франции Людовик XIII стремился привлечь к своему двору художников из Лотарингии. Если Жак Калло отказался приехать в Париж, Жорж де Латур согласился. В 1639 году он получил титул «ординарного живописца короля» (peintre ordinaire du roi), а также жильё в Лувре.
Жорж де ла Тур скончался, согласно свидетельству о смерти, от плеврита 30 января 1652 года в Люневиле, но, вероятнее, от эпидемии, которая до этого унесла его жену Диану и его камердинера Жана 15 января 1652 года. А творчество художника быстро кануло в безвестность.
Его сын Этьен (1621—1692), который был его учеником, остался единственным наследником.
Ни одно из произведений Жоржа де Латура не может быть датировано с полной достоверностью. Однако известно, что лотарингский герцог Генрих II в 1623 и 1624 годах приобрёл несколько картин Латура.

## Творчество
Жорж де Латур работал в эпоху Людовика XIII, время, когда в Париже старый стиль живописи времён Генриха IV вытеснялся элементами нового барочного мироощущения. Но Латур родился и формировался как художник вдали от столицы. Поэтому он выработал собственный несколько грубоватый стиль и метод натуралистического изображения фигур с использованием скрытого от зрителя источника искусственного освещения. Этот приём повторяется во многих картинах художника, что послужило поводом к появлению названия «жанр ночных сцен» . Используя метод Караваджо, Латур писал картины, персонажи которых освещены скрытым источником света либо горящей свечой, отбрасывающей причудливые тени. Этот стиль, по своеобразному замечанию Ю. К. Золотова, мог возникнуть только в полутёмных интерьерах сельской Франции и «находится вне традиции, как итальянской, так и французской школ» .
Многие картины Латура «не живописны, цветовые взаимодействия практически отсутствуют, фигуры более напоминают застывшие манекены, и форма моделируется только за счёт светотени и „собственной“ (локальной) окраски. Своеобразная округлость форм достигается посредством тональных „растяжек“, лессировок полутонов и чётких очертаний теней. Отсюда эффект свечения красок, в отличие от караваджистов, у которых тени, как правило, чёрные, глухие» . Но цвет в картинах Латура остаётся локальным и не меняется от света к тени, что создаёт ощущение «деревянности» и «какой-то пустоты в фигурах» .
Стиль Латура более относится к уходящему XVI столетию, чем к XVII. Отсюда столь частые ошибки в атрибуции: неизвестные ранее картины Латура приписывали старым нидерландским мастерам. Многие картины, возможно самые главные, погибли в период жестоких лотарингских войн, а уцелевшие казались столь необычными, что поначалу считались фальсификацией, выполненной в более позднее время.
Типичными для его творчества являются такие работы, как «Новорождённый» (Музей изобразительных искусств в Ренне), «Поклонение пастухов» (Лувр), «Мученичество св. Себастьяна» (Берлинская картинная галерея), «Скорбящая Магдалина» (Метрополитен-музей), «Отречение апостола Петра». Одна работа мастера — «У ростовщика» — хранится во Львовской галерее искусств. В российских музеях его работ нет.
Учеником Ла Тура, помимо сына, был также его племянник Франсуа Нардуайен, умерший от чумы в 1636 году. Под влиянием творчества художника находился анонимный Мастер света свечи.
Творчество мастера, забытое после его кончины, было заново открыто только в XX веке; первая публикация о художнике немецкого писателя и драматурга Рихарда Фосса (1851—1918) вышла в 1915 году.

## Галерея

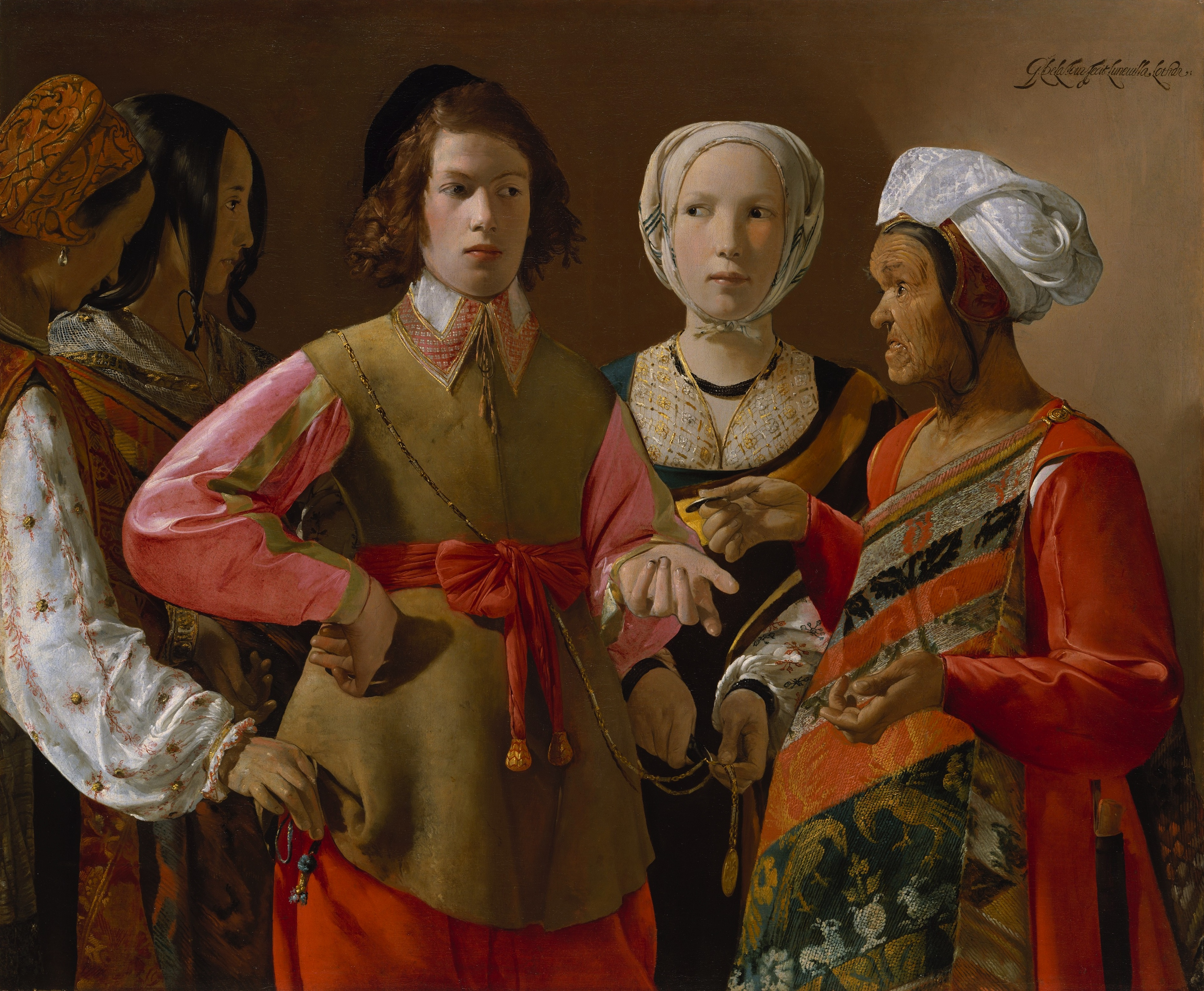
Гадалка. 1630. Холст, масло. Метрополитен-музей, Нью-Йорк
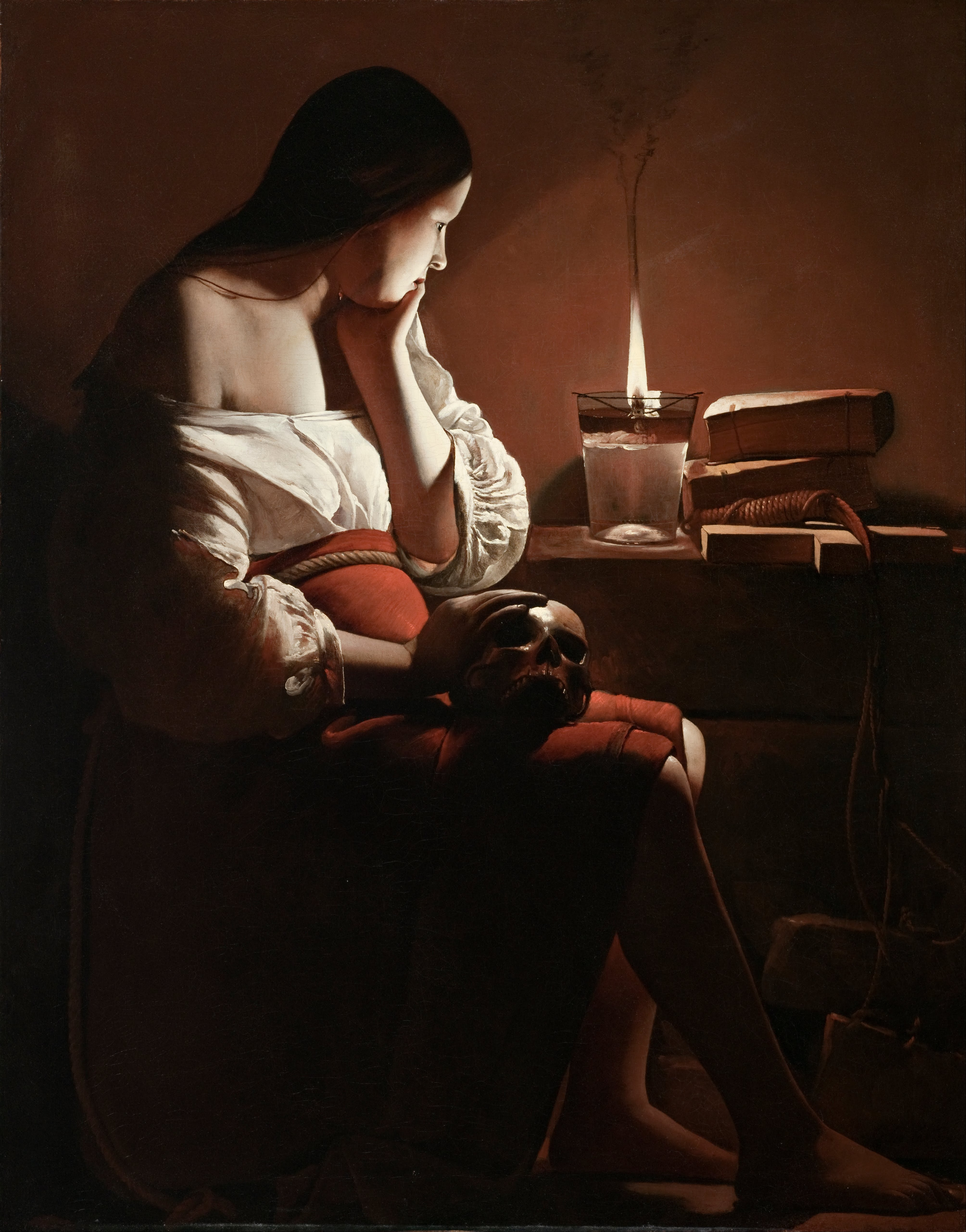
Кающаяся Мария Магдалина. Холст, масло. Музей искусств округа Лос-Анджелес. Калифорния, США
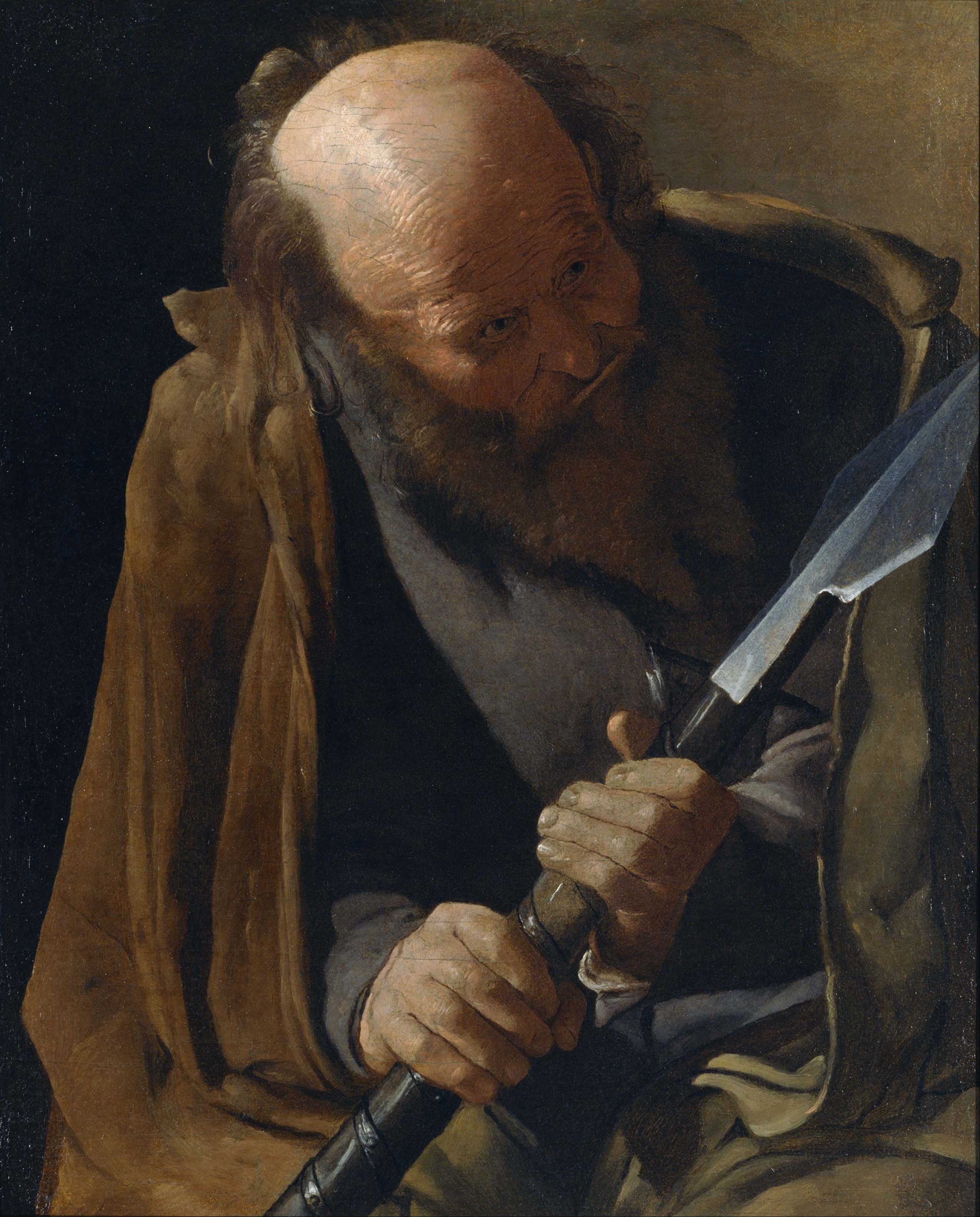
Святой Фома. Холст, масло. Национальный музей западного искусства, Токио
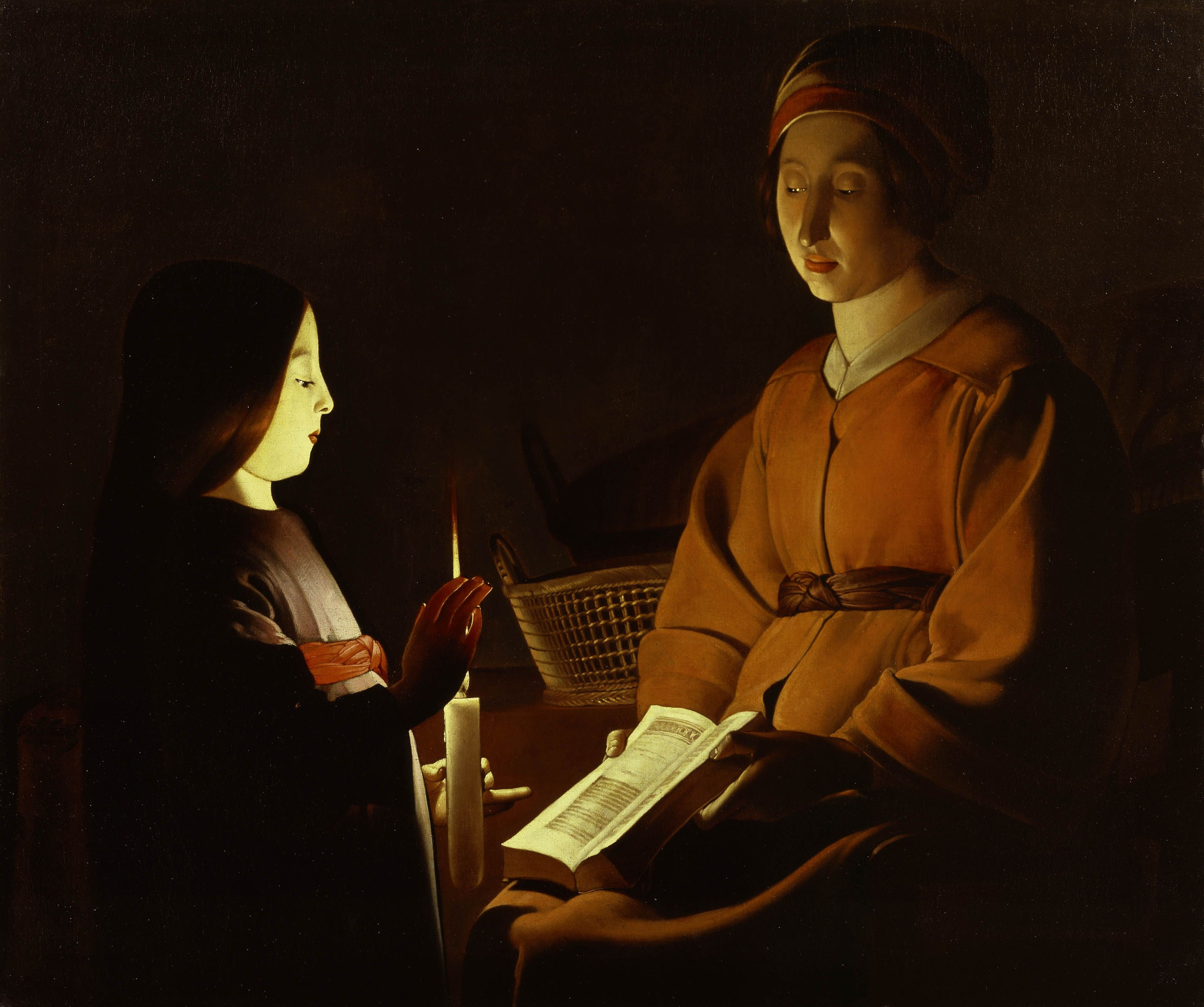
Воспитание Марии. Ок. 1650. Холст, масло. Коллекция Фрика, Нью-Йорк
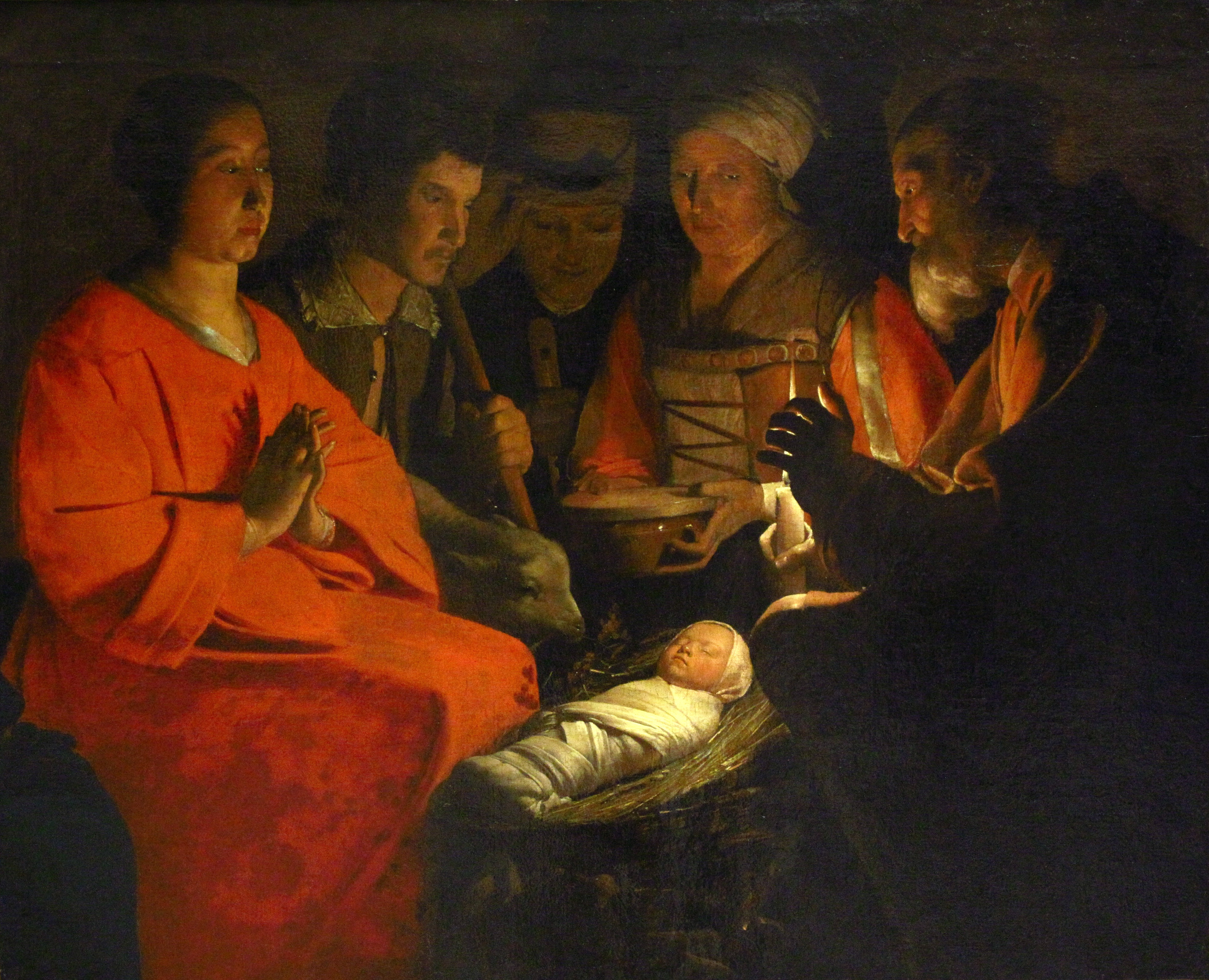
Поклонение пастухов. Ок. 1644. Холст, масло. Лувр, Париж
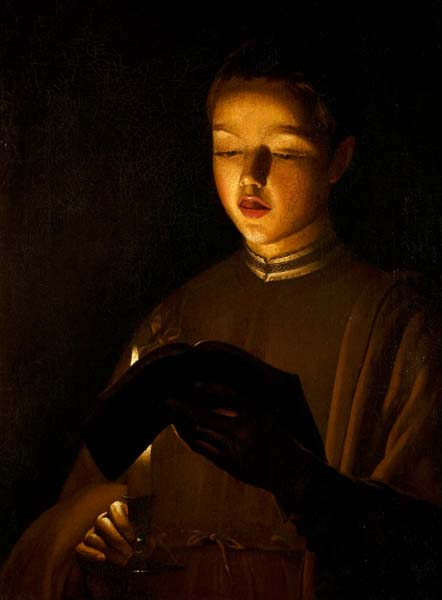
Молодая певица. Холст, масло. Художественная галерея, Лестер, Великобритания
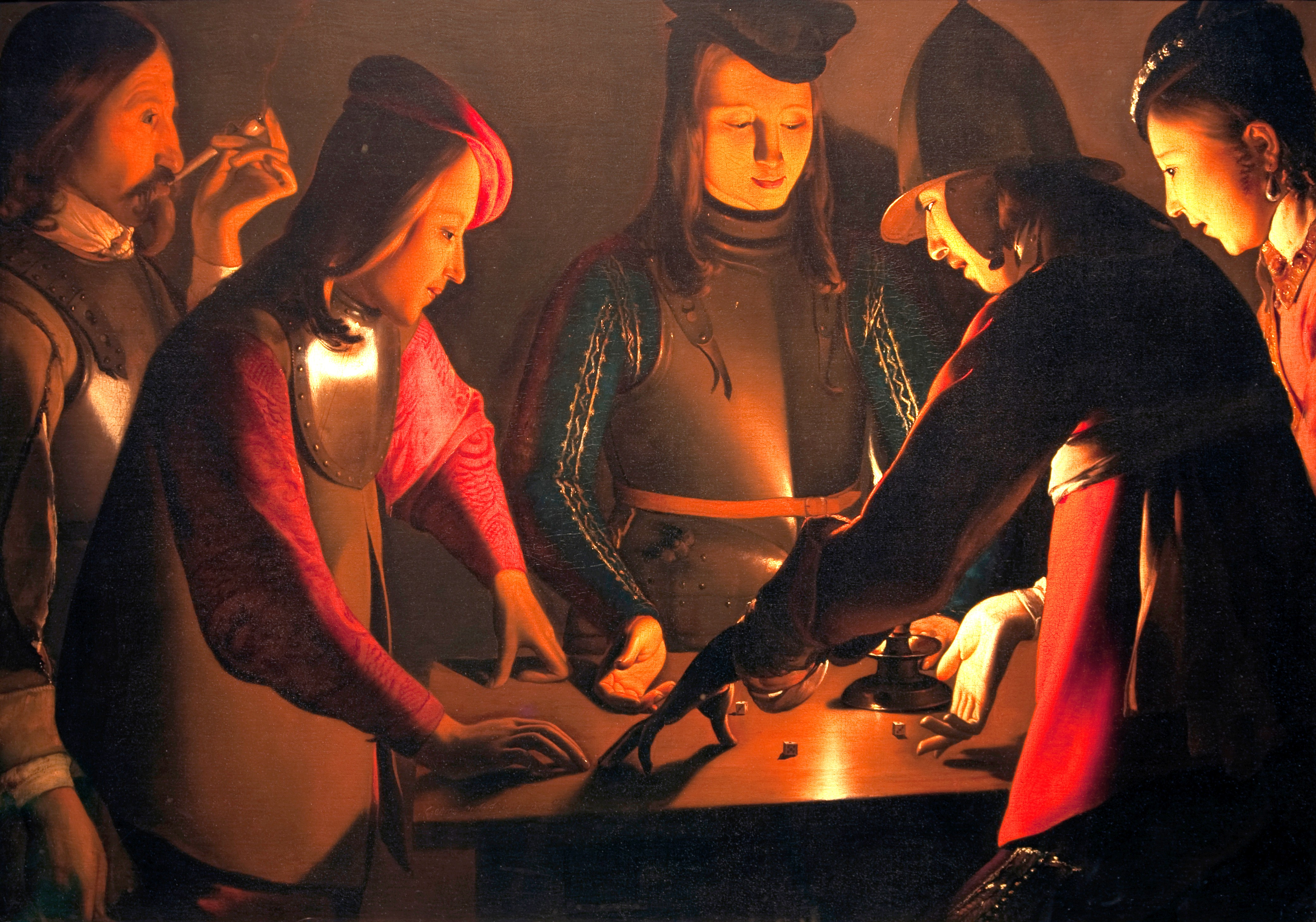
Игроки в кости. 1650—1651. Холст, масло. Престон-холл, Стоктона-он-Тис, Англия
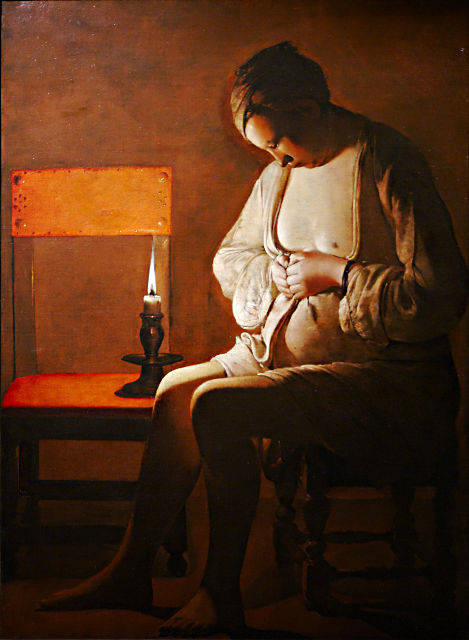
Женщина, ловящая блох. Между 1632 и 1635. Холст, масло. Лотарингский музей, Нанси